# Кухилал
Кухилал (перс. «Рубиновая гора») — кишлак в Ишкашимском районе Горно-Бадахшанской области Таджикистана. Располагается на правом берегу Пянджа выше по течению от кишлака Андароб, рядом с кишлаком Сист. На востоке от кишлака находится гора Кухилал, в окрестностях горы находится историческое месторождение декоративных минералов и драгоценных камней.